# Télégonie
Pour les articles homonymes, voir Télégonie.
La Télégonie (en grec ancien Τηλεγόνεια / Têlegóneia ou Τηλεγονία / Têlegonía, en latin Telegonia) est une épopée perdue de la Grèce antique, attribuée à Eugammon de Cyrène. Elle faisait partie du cycle troyen, un ensemble d'œuvres qui retraçaient l'histoire de la guerre de Troie. La Télégonie suivait chronologiquement l’Odyssée et clôturait le cycle.

## Datation
La date de composition de la Télégonie est incertaine. Cyrène, la ville natale d'Eugammon, fut fondée en 631 av. J.-C., mais le récit peut avoir existé avant d'être fixé par Eugammon.
Il est possible que des éléments de l’Odyssée aient influencé la Télégonie (par exemple, l’épisode de Thesprotie ou de la lance de Télégonos se retrouvent dans la prophétie de Tirésias, au chant XI de l’Odyssée). Mais il est également possible que l’auteur de l’Odyssée ait eu connaissance d’une version orale de la Télégonie et s'en soit servi pour la prophétie de Tirésias.
On admet généralement que le poème a été composé au VIe siècle av. J.-C.

## Composition
Seules deux lignes du poème original sont parvenues jusqu'à nous. Le seul résumé détaillé de l'œuvre dont on dispose provient de la Chrestomathie attribuée à Proclos, philosophe du Ve siècle. Les autres sources restent très fragmentaires.
Le poème est divisé en deux livres écrits en hexamètres dactyliques, racontant deux épisodes distincts : le voyage d’Ulysse à Thesprotie et l'histoire de Télégonos.
Dans l’Antiquité, la Télégonie a peut-être été aussi connue sous le nom de Thesprotis (en grec Θεσπρωτίς / Thesprôtis), cité par Pausanias (VIII, 12, 5). Mais ce nom peut fort bien n'avoir désigné que le premier livre, dont l'action se déroule à Thesprotie (en Épire). Il est également possible que la Thesprotis ait constitué une épopée distincte à part entière ou qu'elle ait été réunie à une certaine date avec la Télégonie. La plupart des chercheurs à l’heure actuelle considèrent ces dernières hypothèses avec prudence, comme elles ne sont ni démontrables ni réfutables. De plus, il était courant dans l'Antiquité de désigner des épisodes isolés des épopées homériques par un titre individuel (par exemple, les chants I à IV de l’Odyssée étaient connus comme la Télémachie).

## Contenu du poème
Le poème débute après le retour d'Ulysse à Ithaque et le « massacre des prétendants » (en grec μνηστηροφονία / mnêstêrophonía), soit là où l’Odyssée s'arrête. Les prétendants morts sont brûlés et Ulysse fait des sacrifices aux nymphes (sans doute celles qui gardent la grotte d'Ithaque où il a caché son trésor, cf. chant XIII de l’Odyssée). Il fait un voyage à Élis, où il rend visite à un personnage inconnu par ailleurs, Polyxénos, qui lui fait présent d'un cratère. À cette occasion sont contées les histoires de Trophonios, Agamède et Augias. Ulysse rentre à Ithaque (vraisemblablement pour accomplir les sacrifices dont parle Tirésias au chant XI de l’Odyssée) puis se rend ensuite à Thesprotie. Là-bas, il épouse la reine Callidicé, qui conçoit un enfant de lui, Polypœtès. Ulysse se bat au côté des Thesprotes dans une guerre contre leurs voisins ; les dieux se mêlent au combat. Mais Callidicé est tuée au cours de la guerre, et Ulysse rentre à Ithaque.
Dans le même temps, on apprend que Circé élève seule le fils qu'elle a eu avec Ulysse (chants X-XII de l’Odyssée), Télégonos (Τηλέγονος / Têlégonos, « qui est né au loin »), sur l’île d’Ééa. Sur le conseil de la déesse Athéna, Circé lui révèle le nom de son père, l'envoyant à sa recherche et lui donnant une lance fantastique surmontée d'un dard venimeux de raie, œuvre d’Héphaïstos. Télégonos embarque avec quelques marins, mais une tempête les rejette sur les côtes d’Ithaque, sans qu’ils sachent où ils sont arrivés. Il se livre au pillage avec ses compagnons afin de faire des vivres, et vole le bétail d'Ulysse (la pratique était courante chez les héros homériques en terre inconnue). Là, Ulysse intervient et se bat contre Télégonos, qui le blesse mortellement avec sa lance, réalisant ainsi la prophétie de Tirésias dans l’Odyssée qui avait prédit que la mort d’Ulysse viendrait de la mer (en l’occurrence d’un dard de raie). Tandis qu’il gît agonisant, Ulysse reconnaît Télégonos, qui se lamente alors de son erreur. Il ramène par la suite le corps d'Ulysse, sa femme Pénélope et son autre fils Télémaque dans l’île d’Ééa, où Circé brûle la dépouille d’Ulysse et rend les autres immortels. Télégonos se marie avec Pénélope, et Télémaque avec Circé.